# 秦蕴珊
秦蕴珊（1933年6月1日—2015年11月22日），中国海洋地质学家。出生于辽宁沈阳，籍贯山东莱州。1956年毕业于北京地质学院。曾任中国科学院海洋研究所所长、中国海洋与湖沼学会理事长。中国共产党党员。
1995年当选为中国科学院院士。
第九届全国政协委员、第十届全国人大代表。
2015年11月22日15时23分在青岛逝世。